# Speocyclops hellenicus
Speocyclops hellenicus – gatunek widłonoga z rodziny Cyclopidae. Nazwa naukowa tego gatunku skorupiaków została opublikowana w 1953 roku przez szwedzkiego zoologa Knuta Lindberga.